# Golf van Gaeta
De Golf van Gaeta (Italiaans: Golfo di Gaeta) is een baai aan de westkust van Italië en onderdeel van de Tyrreense Zee. De baai wordt begrenst door de Promontorio del Circeo in het noorden, Ischia, de Golf van Napels en de Capo Miseno in het zuiden en de Pontijnse Eilanden in het westen. De baai grenst aan de regio's Lazio en Campanië. De Volturno en de Garigliano zijn de belangrijkste rivieren die in de golf uitmonden. 
De golf is vernoemd naar de aan de baai gelegen stad Gaeta. Andere plaatsen aan de Golf van Gaeta zijn: San Felice Circeo, Terracina, Sperlonga, Itri, Formia, Minturno, Sessa Aurunca, Cellole, Mondragone, Castel Volturno, Giugliano in Campania, Pozzuoli, Bacoli en Monte di Procida. De golf heeft een sterke toeristische sector dankzij de vele stranden gelegen tussen deze plaatsen. De belangrijkste haven is de handelshaven van Gaeta, terwijl de havens van Terracina en Formia verbindingen hebben met de twee grootste Pontijnse Eilanden, Ponza en Ventotene.

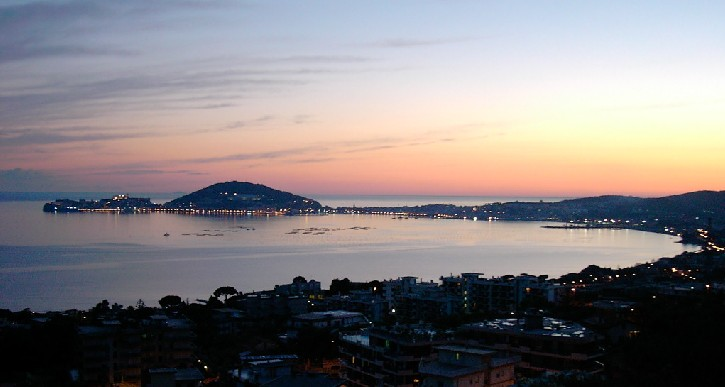
De Golf van Gaeta
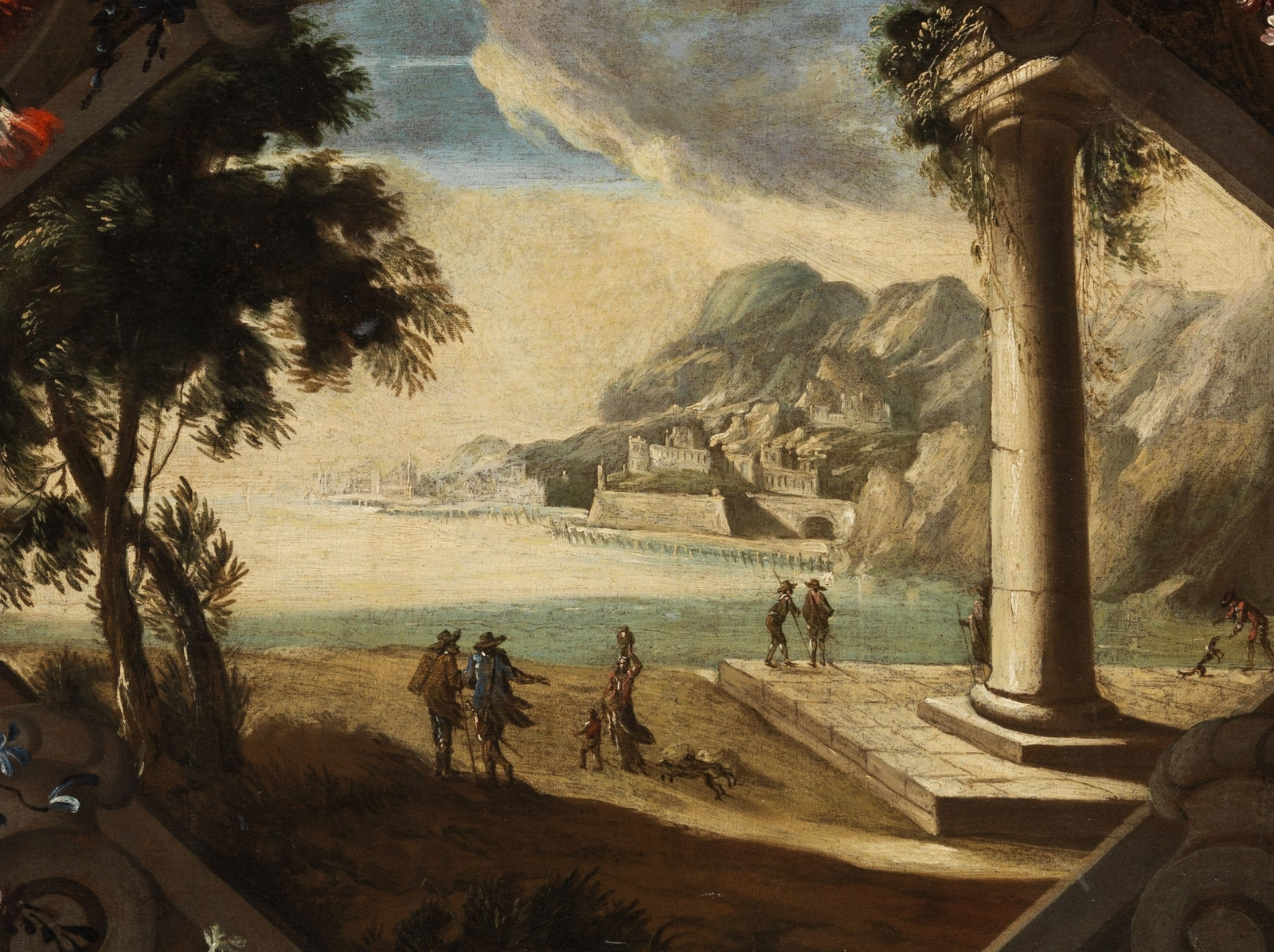
Schilderij van Gennaro Greco
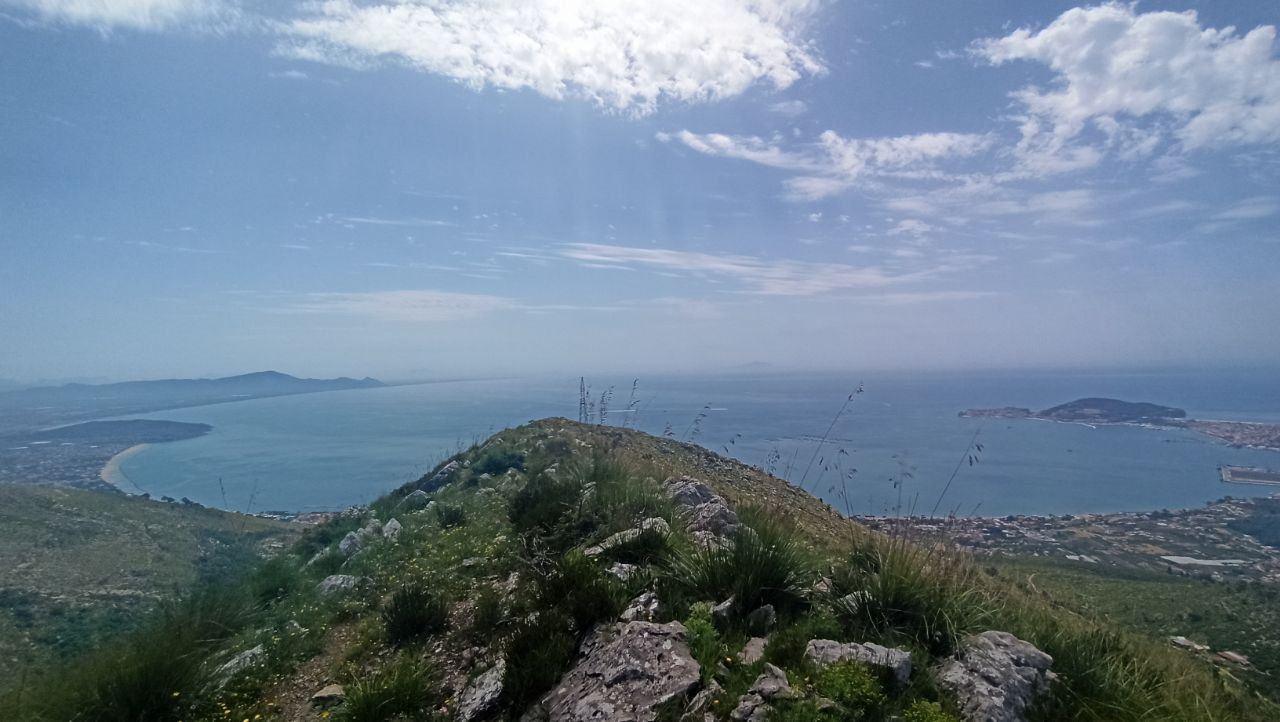
Panoramisch zicht over de Golf van Gaeta vanaf Monte Santa Maria